# Halowe Mistrzostwa Świata w Lekkoatletyce 1995 – skok wzwyż kobiet
Skok wzwyż kobiet – jedna z konkurencji rozgrywanych podczas halowych mistrzostw świata w lekkoatletyce w 1995. Eliminacje odbyły się 10 marca, a finał został rozegrany 11 marca.
Do eliminacji zgłoszone zostały 32 zawodniczki z 24 państw. Dwanaście najlepszych awansowało do finałowej rywalizacji.
Zawody w tej konkurencji wygrała reprezentantka Niemiec Alina Astafei. Drugą pozycję zajęła zawodniczka ze Słowenii Britta Bilač, trzecią zaś reprezentująca Niemcy Heike Henkel.

## Wyniki

### Eliminacje
Grupa A
| Miejsce | Zawodniczka          | Państwo           | Wysokość (m) | Wysokość (m) | Wysokość (m) | Wysokość (m) | Wynik końcowy | Uwagi |
| Miejsce | Zawodniczka          | Państwo           | 1,80         | 1,85         | 1,90         | 1,92         | Wynik końcowy | Uwagi |
| ------- | -------------------- | ----------------- | ------------ | ------------ | ------------ | ------------ | ------------- | ----- |
| 1.      | Yolanda Henry        | Stany Zjednoczone | O            | O            | XO           | XXX          | 1,90          |       |
| 1.      | Kajsa Bergqvist      | Szwecja           | O            | O            | XO           | XXX          | 1,90          |       |
| 3.      | Sieglinde Cadusch    | Szwajcaria        | O            | XO           | XXX          |              | 1,85          |       |
| 3.      | Swietłana Zalewskaja | Kazachstan        | O            | XO           | XXX          |              | 1,85          |       |
| 3.      | Šárka Makówková      | Czechy            | O            | XO           | XXX          |              | 1,85          |       |
| 6.      | Monika Gollner       | Austria           | XXO          | XO           | XXX          |              | 1,85          |       |
| 7.      | Emelie Färdigh       | Szwecja           | O            | XXO          | XXX          |              | 1,85          |       |
| 8.      | Tania Dixon          | Nowa Zelandia     | XO           | XXO          | XXX          |              | 1,85          |       |
| 9.      | Carlota Castrejana   | Hiszpania         | O            | XXX          |              |              | 1,80          |       |
| 9.      | Niki Gawera          | Grecja            | O            | XXX          |              |              | 1,80          |       |
| 9.      | Swietłana Munkowa    | Uzbekistan        | O            | XXX          |              |              | 1,80          |       |
| 12.     | Niki Bakojani        | Grecja            | XO           | XXX          |              |              | 1,80          |       |
| 12.     | Valentīna Gotovska   | Łotwa             | XO           | XXX          |              |              | 1,80          |       |
| 14.     | Laura Sharpe         | Irlandia          | XXO          | XXX          |              |              | 1,80          |       |
| –       | Wiktorija Stiopina   | Ukraina           | XXX          |              |              |              | NM            |       |
| –       | Kaisa Gustafsson     | Finlandia         | DNS          | DNS          | DNS          | DNS          | DNS           |       |

Grupa B
| Miejsce | Zawodniczka        | Państwo           | Wysokość (m) | Wysokość (m) | Wysokość (m) | Wysokość (m) | Wynik końcowy | Uwagi |
| Miejsce | Zawodniczka        | Państwo           | 1,80         | 1,85         | 1,90         | 1,92         | Wynik końcowy | Uwagi |
| ------- | ------------------ | ----------------- | ------------ | ------------ | ------------ | ------------ | ------------- | ----- |
| 1.      | Tatjana Motkowa    | Rosja             |              | O            | O            | O            | 1,92          |       |
| 1.      | Jelena Gulajewa    | Rosja             | O            | O            | O            | O            | 1,92          |       |
| 1.      | Britta Bilač       | Słowenia          |              | O            | O            | O            | 1,92          |       |
| 4.      | Heike Henkel       | Niemcy            |              | O            | XO           | O            | 1,92          |       |
| 4.      | Alina Astafei      | Niemcy            |              | XO           | O            | O            | 1,92          |       |
| 6.      | Taciana Szeuczyk   | Białoruś          | O            | O            | O            | XO           | 1,92          |       |
| 7.      | Monica Iagar       | Rumunia           | O            | O            | XO           | XO           | 1,92          |       |
| 8.      | Tisha Waller       | Stany Zjednoczone | XO           | O            | O            | XO           | 1,92          |       |
| 9.      | Hanne Haugland     | Norwegia          |              | O            | XXO          | XXO          | 1,92          |       |
| 10.     | Natalja Jonckheere | Belgia            | O            | O            | O            | XXX          | 1,90          |       |
| 11.     | Swetłana Lesewa    | Bułgaria          | O            | XXO          | O            | XXX          | 1,90          |       |
| 12.     | Sigrid Kirchmann   | Austria           |              | O            | XO           | XXX          | 1,90          |       |
| 13.     | Olga Bolșova       | Mołdawia          | O            | O            | XXX          |              | 1,85          |       |
| 14.     | Wenelina Wenewa    | Bułgaria          | O            | XO           | XXX          |              | 1,85          |       |
| 15.     | Ioamnet Quintero   | Kuba              | O            | XXX          |              |              | 1,80          |       |
| –       | Silvia Costa       | Kuba              | DNS          | DNS          | DNS          | DNS          | DNS           |       |

### Finał
| Miejsce | Zawodniczka        | Państwo           | Wysokość (m) | Wysokość (m) | Wysokość (m) | Wysokość (m) | Wysokość (m) | Wysokość (m) | Wysokość (m) | Wynik końcowy | Uwagi |
| Miejsce | Zawodniczka        | Państwo           | 1,85         | 1,90         | 1,93         | 1,96         | 1,99         | 2,01         | 2,05         | Wynik końcowy | Uwagi |
| ------- | ------------------ | ----------------- | ------------ | ------------ | ------------ | ------------ | ------------ | ------------ | ------------ | ------------- | ----- |
| 01 !    | Alina Astafei      | Niemcy            | O            | O            | O            | O            | O            | O            | XXX          | 2,01          |       |
| 02 !    | Britta Bilač       | Słowenia          | O            | O            | O            | O            | XO           | XXX          |              | 1,99          |       |
| 03 !    | Heike Henkel       | Niemcy            | O            | O            | O            | O            | XXO          | XXX          |              | 1,99          |       |
| 4.      | Tatjana Motkowa    | Rosja             | O            | O            |              | O            | XXX          |              |              | 1,96          |       |
| 5.      | Jelena Gulajewa    | Rosja             | O            | O            | O            | XO           | XXX          |              |              | 1,96          |       |
| 6.      | Taciana Szeuczyk   | Białoruś          | O            | XO           | O            | XO           | XXX          |              |              | 1,96          |       |
| 7.      | Tisha Waller       | Stany Zjednoczone | O            | O            | O            | XXX          |              |              |              | 1,93          |       |
| 8.      | Sigrid Kirchmann   | Austria           | O            | XO           | O            | XXX          |              |              |              | 1,93          |       |
| 9.      | Hanne Haugland     | Norwegia          | O            | O            | XXO          | XXX          |              |              |              | 1,93          |       |
| 9.      | Natalja Jonckheere | Belgia            | O            | O            | XXO          | XXX          |              |              |              | 1,93          |       |
| 11.     | Monica Iagar       | Rumunia           | O            | O            | XXX          |              |              |              |              | 1,90          |       |
| 12.     | Swietłana Lesjewa  | Bułgaria          | O            | XXX          |              |              |              |              |              | 1,85          |       |
| 13.     | Kajsa Bergqvist    | Szwecja           | XO           | XXX          |              |              |              |              |              | 1,85          |       |
| –       | Yolanda Henry      | Stany Zjednoczone | XXX          |              |              |              |              |              |              | NM            |       |